# Barrufonia en do
Barrufonia en do (Schtroumpfonie en ut) és la vuitena història de la sèrie d'Els Barrufets de Peyo i Yvan Delporte. Es va publicar per primera vegada a la revista Spirou, de desembre de 1963 (núm. 1342) a març de 1964 (núm. 1351), i després al segon àlbum de la sèrie Le Schtroumpfissime, juntament amb El Senyor de Barrufet el 1965.
La història transcorre entre el poble dels Barrufets, el bosc i la caseta de Gargamel.

## Resum
Mentre que només un Barrufet toca Smurfonia en Do, el Gran Barrufet s'adona que una orquestra seria més adequada per interpretar aquesta peça majestuosa. Anima els Barrufets a fer instruments musicals. El resultat és molt positiu, llevat del Barrufet que s'ha fet trompeta i que toca desafinat, sigui quin sigui l'instrument que li prestin els altres (inclòs el triangle). Exclòs de l'orquestra, s'aïlla per tocar al bosc. Les seves notes falses arriben a les orelles de Gargamel, que, espantat, s'acosta i escolta el lament del Barrufet. Aleshores, Gargamel es disfressa de fada i ofereix al Barrufet que compleixi el seu desig donant-li un turlusifó, presentant-lo com un instrument que sempre toca afinat. Encantat, torna al poble i toca aquest instrument, però no sap que està embruixat: en escoltar-lo, els altres Barrufets cauen a l'instant en un coma profund, deixant-lo sol.
Gargamel, que ha seguit el Barrufet fins al poble, només ha d'atrapar-lo. Tanmateix, no ho aconsegueix i es perd al bosc, mentre el Barrufet, de tornada al poble, intenta reviure els seus congèneres, en va. Després va al casalot d'en Gargamel per trobar un antídot. Tornant prematurament, Gargamel intenta atrapar el Barrufet tapant-se les orelles per escapar de l'encanteri del turlusifó. Després d'haver fracassat en capturar el Barrufet per engany, Gargamel es troba penjat d'un tronc d'arbre sobre un barranc. El Barrufet decideix deixar-lo viure, havent recordat els preceptes del Gran Barrufet.
De tornada al casalot de l'encantador, s'assabenta per un grimori que no hi ha cap antídot conegut per a l'encanteri turlusifó. Destrueix l'instrument en un atac d'ira, després torna al poble. Allà comença a tocar, amb la seva trompeta, una elegia per als Barrufets en catalèpsia. Immediatament, les seves horribles notes equivocades desperten tots els Barrufets del seu son: toca tan desafinat que «Barrufaria un mort». El Barrufet es reintegra a l'orquestra, que ara toca amb taps per a les orelles! Pel que fa a Azrael, encara que el músic Barrufet el deixa en coma amb turlusifó, estarà present en el proper episodi.

## Personatges
- Gran Barrufet
- El Barrufet amb ulleres
- Gargamel
- Azrael
- Barrufet Beta
- El Barrufet Músic (no es diu expressament, però se'l reconeix per les seves notes)
- El Barrufet Rondinaire
- El Barrufet Llaminer

En realitat, Barrufonia en Do mostra per primera vegada el Barrufet músic original, aquell que, apareixent al mini-relat El Barrufet número 100, toca la flauta i interpreta la "barrufonia" al començament de la història. Després que el Gran Barrufet hagi convidat tots els Barrufets a fer-se músics, arriba un Barrufet que s'ha fet una trompeta perquè pugui unir-se a l'orquestra. Mentre que al començament d'aquesta història el flautista tocava afinat, aquest trompetista toca irremeiablement desafinat i serà el veritable "Barrufet Músic" dels següents àlbums.

## L'origen de la història
Entre 1963-64, el grup de rock Les Schtroumpfs (nom original dels barrufets) va aparèixer a França, amb l'acord explícit de Peyo, compost per Patrick Logelin -que l'any 1964 interpretaria I'm Happy Just to Dance with You en francès-, Luc Bonnetto, Patrice Portal, Jacques i Richard Geshner. Dels Fougas, es convertirà en els Sparks, que van desaparèixer a finals de 1969 (no confondre amb The Sparks dels germans Mael, nascuts l'any 1968 i encara en actiu). El dibuixant dona el seu permís després d'haver assistit personalment a un assaig del grup de Cannes, sense demanar res a canvi. Seduït per les seves actuacions, al seu torn es va inspirar en la seva aventura per crear Schtroumpfonie en ut.